# Ludger Beerbaum

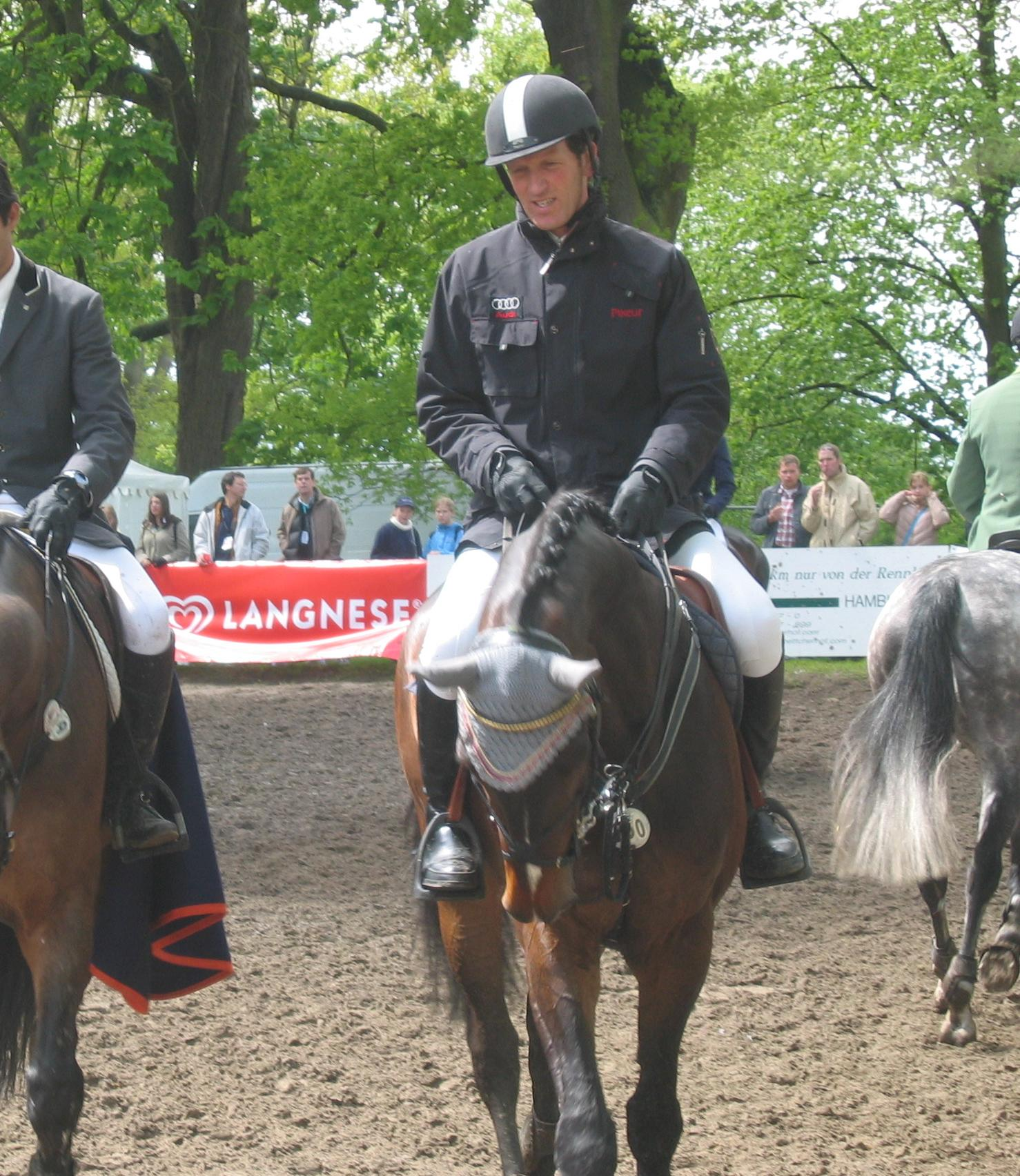
Ludger Beerbaum op zijn paard 'Enorm' in Hamburg

Ludger Beerbaum (Detmold, 26 augustus 1963) is een Duits springruiter.
Hij is een van de succesvolste internationale springruiters van de jaren tachtig en negentig tot in de beginjaren van de 21e eeuw. Hij boekte is deze perioden veel individuele en equipesuccessen, onder andere bij de Olympische Spelen, Europese en wereldkampioenschappen.
Hij is de broer van Markus Beerbaum en de zwager van Meredith Michaels-Beerbaum, die beiden ook als springruiter actief zijn en internationale bekendheid genieten.
Tijdens de Olympische Spelen van 2004 in Athene werd het paard van Beerbaum positief getest op het verboden middel Betamethason. Beerbaum verdedigde zich heftig tegen het vermeende gebruik van doping en voerde als verdediging aan dat de positieve test een gevolg moest zijn van het gebruik van een zalf ter behandeling van een kleine verwonding, waardoor het middel in de bloedsomloop van het paard zou zijn terechtgekomen. Hij nam de verantwoordelijkheid hiervoor geheel op zich, maar stelde dat het hier niet ging om het bewust toedienen van doping met als doel een betere prestatie van het paard te bereiken. Desondanks werd het koppel Beerbaum/Goldfever in september 2005 definitief gediskwalificeerd door het CAS. Hierdoor viel de Duitse equipe in de uitslag terug van de eerste plaats naar de derde plaats en moest Duitsland de gouden medaille inleveren. De overige drie ruiters kregen echter alsnog de bronzen medaille toegekend.

## Erelijst (selectie)
- Olympische Spelen
  - 1988 in Seoel: Gouden medaille in teamverband met The Freak
  - 1992 in Barcelona: Gouden medaille individueel met Classic Touch
  - 1996 in Atlanta: Gouden medaille in teamverband met Ratina Z
  - 2000 in Sydney: Gouden medaille in teamverband met Goldfever
  - 2004 in Athene: Gouden medaille in teamverband met Goldfever. Later ontnomen door vermeend dopinggebruik, zie hierboven.
- Wereldruiterspelen
  - 1990 in Stockholm: Zilveren medaille in teamverband met Gazelle
  - 1994 in Den Haag: Gouden medaille in teamverband met Ratina Z
  - 1998 in Rome: Gouden medaille in teamverband met P.S. Priamos
  - 2006 in Aken: Bronzen medaille in teamverband met L'Espoir
- Europese kampioenschappen
  - 1997 in Mannheim: Gouden medaille in teamverband, gouden medaille individueel met Ratina Z
  - 1999 in Hickstead: Gouden medaille in teamverband met Champion du Lys
  - 2001 in Arnhem: Bronzen medaille in teamverband, gouden medaille individueel met Gladdys S
  - 2003 in Donaueschingen: Gouden medaille in teamverband, zilveren medaille individueel met Goldfever
  - 2007 in Mannheim: Zilveren medaille in teamverband, bronzen medaille individueel met Goldfever
- Verder
  - Wereldcupwinnaar in 1993 met Ratina Z
  - 8x kampioen van Duitsland (1988, 1992, 1993, 1997, 1998, 2000, 2001, 2004)
  - 2x Grote Prijs van Jumping Amsterdam, in 1994 met Ratina Z en in 2000 met Goldfever 3
  - 3x winnaar van Grote Prijs van Aken (1996 met Ratina Z; 2002 en 2003 met Goldfever 3)